# Lita Stantic
Lita Stantic (nascuda com Élida Stantic; 7 d'abril de 1942) és una directora, productora i guionista de cinema argentina.
És una de les productores més importants de l'anomenat nou cinema argentí, i és responsable de l'estrena d'alguns dels nous directors més destacats, com ara Lucrecia Martel, Pablo Trapero i Israel Adrián Caetano.

## AActivitat al cinema
Va començar la seva activitat al cinema en 1965 dirigint els curtmetratges El bombero está triste y llora i Un día... i treballant com a assistent de director en el film Diario de campamento'. Entre 1968 i 1977 es va exercir com a cap de producció de llargmetratges i des de 1978 es va dedicar a la producció. En els 80' va fundar al costat de María Luisa Bemberg la productora GEA Cinematográfica, que actualment es denomina Lita Stantic Producciones.
El 1993 va dirigir Un muro de silencio, el seu primer i últim llargmetratge. Lita Stantic també va realitzar activitat gremial i entre 1986 i 2001 va presidir la Cambra Argentina de la Indústria Cinematogràfica.

## Productora cinematogràfica
- La deuda dir. Gustavo Fontan (2018)
- Habi la Extranjera dir. Florencia Álvarez (2012)
- Diletante dir. Kris Niklison (2010)
- Café de los maestros dir. Miguel Kohan (2008)
- Cordero de Dios (2008)
- Hamaca paraguaya (2006) dir. Paz Encina
- La niña santa dir. Lucrecia Martel (2004)
- Un oso rojo dir. Israel Adrián Caetano (2002)
- Tan de repente o La prueba dir. Diego Lerman (2002)
- Bolivia (2001)
- La Ciénaga dir. Lucrecia Martel (2001)
- Mundo grúa dir. Pablo Trapero (1999) '
- Dársena sur dir. Pablo Reyero (1998)
- Un muro de silencio dir. Lita Stantic (1993)
- El verano del potro (1991)
- Yo, la peor de todas dir María Luisa Bemberg (1990)
- Fútbol argentino (1990)
- Miss Mary dir María Luisa Bemberg (1986)
- Camila dir María Luisa Bemberg (1984)
- Señora de nadie dir María Luisa Bemberg (1982)
- Momentos dir. María Luisa Bemberg (1981)
- Los miedos dir. Alejandro Doria (1980)
- La isla (1979) dir. Alejandro Doria (1979)
- Contragolpe (1979)
- La parte del león (1978)
- Los Velázquez (1972)

## Productora de televisió
- Las dependencias (1999)
- Historias de vidas, Encarnación Ezcurra (1998)
- Historias de vidas, Silvina Ocampo (1998)
- Sol de otoño (1996)

## Guionista
- Un muro de silencio (1993)
- Los Velázquez (1972)
- El bombero esté triste y llora (1965)
- Un día... (1966)

## Directora
- Un muro de silencio (1993)
- El bombero esté triste y llora (1965)
- Un día... (1966)

## Ajudant de direcció
- Diario de campamento (1965)

## Premis
- Festival Internacional del Nou Cinema Llatinoamericà de l'Havana: Esment especial per a Tan de repente (2002) i Un oso rojo (2002).
- Festival Internacional de Cinema de Locarno: Pardo de Plata per Tan de repente (2002).
- Premi Príncep Claus (2003)
- Premi Konex de Platí: Productora de la dèécada 2001-2010 (2011).